# 사전배치전단의 함정 목록

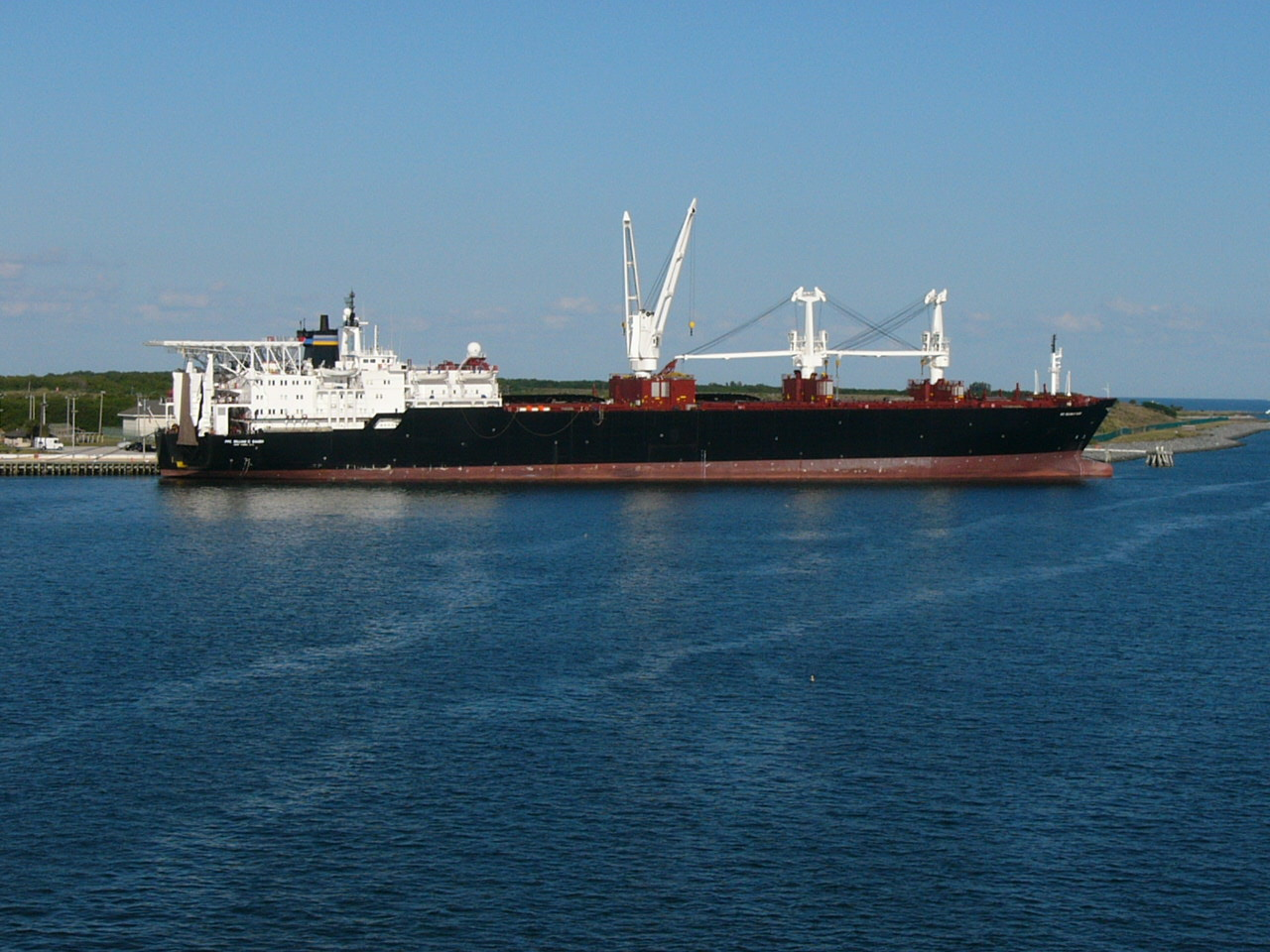
사전배치전단의 PFC William B. Baugh 함이 2008년 플로리다주의 항구에 정박한 모습.

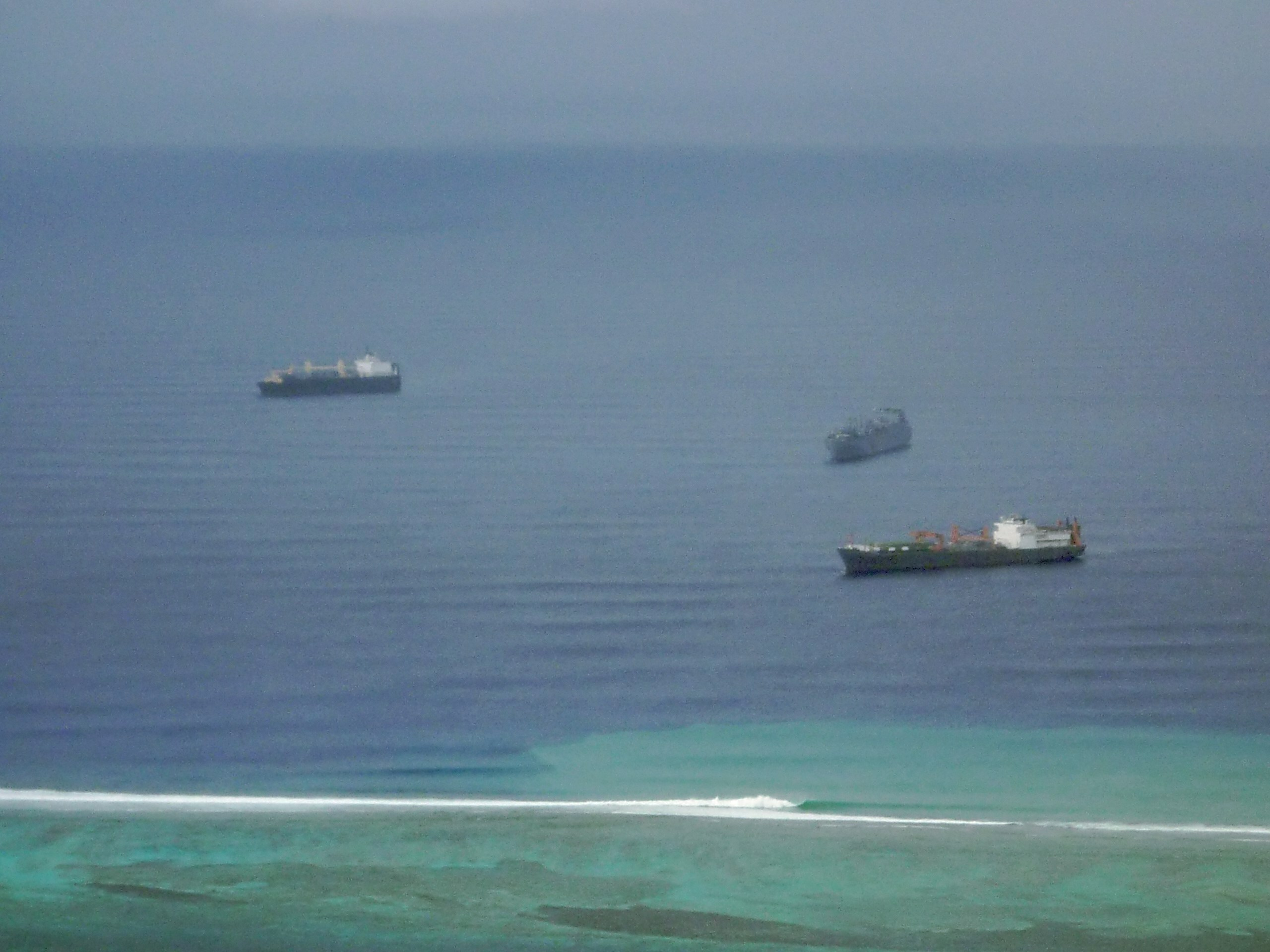
사전배치전단의 함정들이 2011년 6월 사이판 해안에 정박한 모습.

사전배치전단은 미군 해상 사령부 (MSC) 산하의 프로그램 중 일부이다. 현재 이 프로그램에는 17개의  선박이 포함되어 있으며, 육군, 해군, 공군, 해병대 및 방위물류청을 지원하기 위해 전 세계에 전략적으로 배치되어 있다. 대부분 사전배치전단에 소속된 함정의 이름은, 명예훈장 수상자들의 이름을 따서 명명되었으며, 이 군함들은 인도양의 디에고 가르시아섬과 서태평양의 괌과 사이판에 위치한 군 전치 함 편대 (MPS)에 배정된다.
각 편대의 MPS 군함들은 30일 동안 해병공지기동대를 지원하기에 충분한 장비, 보급품 및 탄약을 보유하고 있다. MPS 선박은 해상 또는 부두에서 내리는 함정에 기중기를 자체적으로 탑재해 물자 수송에 유용하도록 설계되었다. 또한 일부 함정들은 미국 정부의 소유가 아닌, 정부가 임대한 함정들이다.

## 함정들

### 마테이 코칵 하사급

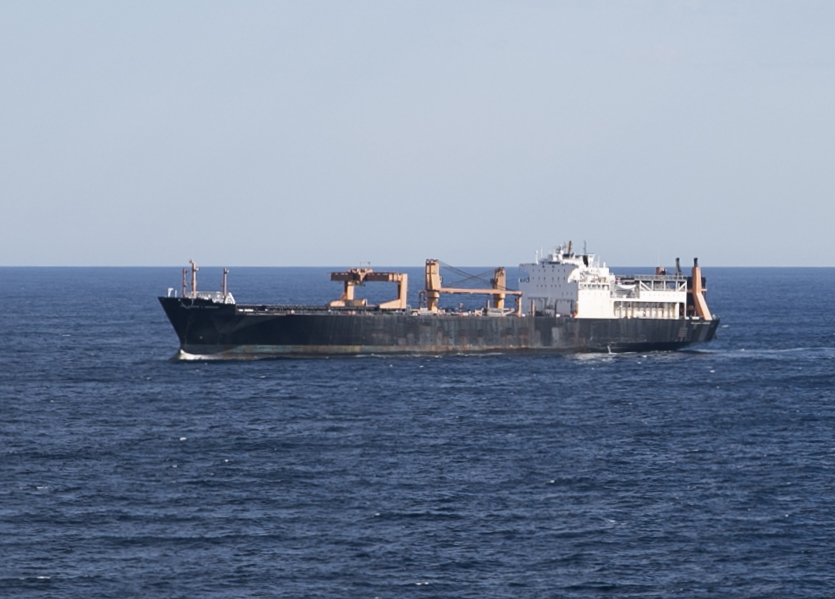
USNS PFC 유진 A. 오브레곤

MSC가 임대한 MPS 선박의 두 번째 등급인 Matej Kocak 하사 헬리콥터 갑판등이 함정 내부에 제작되어있다. 1980년대 중반에 MSC에 인도된 이 선박은 펜실베이니아주 체스터에 있는 Sun Shipbuilding & Drydock Co.에서 건조되고, 샌디에이고의 National Steel and Shipbuilding Company에서 임무에 맞게 개조되었다. 이전에는 Waterman Steamship Corporation이 소유한 뒤, MCS에서 임대하여 운영하였으나, 최근에는 MSC에 매각된 뒤 현재 운영은 Keystone Shipping Company에서 담당하고 있다.
- 제작사 : Sun Shipbuilding & Drydock Co., Chester, PA; General Dynamics Quincy Shipbuilding Division, Quincy, Massachusetts
- 개조사 : National Steel and Shipbuilding Company, San Diego, California
- 발전 동력 : 2 개의 보일러; 2 GE 터빈; 30,000 마력 (22,371 kW) ; 1 개의 샤프트
- 길이 : 821.0 피트 (250.2 m)
- 빔 : 105.6 피트 (32.2 m)
- 배기량 : 48,754 톤 (49,536 미터 톤) 전체 부하
- 화물 용량 : 컨테이너, 532; RORO, 152,236 제곱피트 (14,143 m2)  ; JP-5 배럴, 20,290; DF-2 배럴, 12,355; 모 가스 배럴, 3,717; 안정된 물, 2,189; 크레인, 트윈 50 톤 2 개 및 30 톤 갠트리 1 개
- 헬리콥터 : 플랫폼 전용
- 속도 : 20 노트 (37 km/h)
- 동급 함들:
  - USNS Sgt. 마테이 코칵 (T-AK 3005) (이전 SS Sgt. Matej Kocak, SS John B. Waterman )
  - USNS PFC 유진 A. 오브레곤 (T-AK 3006) (이전 SS PFC Eugene A. Obregon, SS Thomas Heywood )
  - USNS Maj. Stephen W. Pless (T-AK 3007) (이전 SS Maj. Stephen W. Pless, SS Charles Carroll )
- 승무원 : 민간인 34 명, 기술자 10 명

### John P. Bobo 중위급
ohn P. Bobo 중위 함은 1980년대 중반에 MSC에 인도된 선박이다. 현재 Crowley Technical Management에서 운영하고 있다.
- 빌더 : General Dynamics Quincy Shipbuilding Division, Quincy, Massachusetts
- 발전 동력 : Stork-Werkspoor 16TM410 디젤 2 대; 27,000 마력 (20,134 kW) 지속; 1 Omnithruster JT1000 활 추진기, 1,000 마력 (746 kW)
- 길이 : 675.2 피트 (205.8 m)
- 빔 : 105.5 피트 (32.2 m)
- 배기량 : 44,330 톤 (45,041 미터 톤) 완전 부하
- 화물 용량 : 컨테이너, 530; 로로 152,185 제곱피트 (14,138 m2)  ; JP-5 배럴, 20,776; DF-2 배럴, 13,334; 모 가스 배럴, 4,880; 안정된 물, 2,357; 크레인, 싱글 1 개 및 트윈 39 톤 2 개
- 헬리콥터 : 플랫폼 전용
- 속도 : 18 노트 (33 km/h)
- 동급 함정들:
  - USNS 2nd Lt. John P. Bobo (T-AK 3008) (이전 MV 2nd Lt. John P. Bobo )
  - USNS PFC 드웨인 T. 윌리엄스 (T-AK-3009) (이전 MV PFC Dewayne T. Williams )
  - USNS 1st Lt. Baldomero Lopez (T-AK 3010) (이전 MV 1st Lt. Baldomero Lopez )
  - USNS 1st Lt. Jack Lummus (T-AK 3011) (이전 MV 1st Lt. Jack Lummus )
  - USNS Sgt. 윌리엄 R. 버튼 (T-AK 3012) (이전 MV Sgt. William R. Button )
- 승무원 : 민간인 38명, 기술자 10명

### 스티븐 L. 베넷 대위급
- 길이 : 687 피트 0 인치 (209.4 m)
- 빔 : 100 피트 0 인치 (30.5 m)
- 초안 : 38 피트 1 인치 (11.6 m)
- 배기량 : 52,878 롱톤 (53,727 t)
- 속도 : 18.3 노트 (33.9 km/h)
- 승무원 : 24명의 민간인 계약 선원

### SSG Edward A. Carter Jr.급
- 길이 : 949.8 피트 (289.5 m)
- 빔 : 105.9 피트 (32.3 m)
- 초안 : 35.0 피트 (10.7 m)
- 배기량 : 74,500 롱톤 (75,695 t)
- 속도 : 18 노트 (33 km/h)
- 승무원 : 22명의 민간인 계약 선원

### 버팔로 병사급
- 길이 : 670 피트 0 인치 (204.2 m)
- 빔 : 87 피트 0 인치 (26.5 m)
- 초안 : 34 피트 6 인치 (10.5 m)
- 배기량 : 26,378 롱톤 (26,801 t)
- 속도 : 16 노트 (30 km/h)
- 승무원 : 21명의 민간인 계약 선원

### Maj.버나드 F. 피셔급
- 길이 : 652 피트 (199 m)
- 빔 : 105 피트 (32 m)
- 초안 : 34 피트 (10 m)
- 배기량 : 48,000 롱톤 (48,770 t)
- 속도 : 19 노트 (35 km/h)
- 승무원 : 24명의 민간인 계약 선원

### 1st Lt. Harry L. Martin급
- 길이 : 754 피트 0 인치 (229.8 m)
- 빔 : 105 피트 10 인치 (32.3 m)
- 초안 : 35 피트 11 인치 (10.9 m)
- 배기량 : 51,531 롱톤 (52,358 t)
- 속도 : 17 노트 (31 km/h)
- 승무원 : 25명의 민간인 계약 선원

### LCPL Roy M. 밀급
- 길이 : 863 피트 2 인치 (263.1 m)
- 빔 : 98 피트 5 인치 (30.0 m)
- 초안 : 35 피트 0 인치 (10.7 m)
- 배기량 : 50,570 롱톤 (51,381 t)
- 속도 : 20.5 노트 (38 km/h)
- 승무원 : 29명의 민간인 계약 선원

### LTC John UD 페이지급
- 길이 : 949.8 피트 (289.5 m)
- 빔 : 105.9 피트 (32.3 m)
- 초안 : 35.0 피트 (10.7 m)
- 배기량 : 74,500 롱톤 (75,695 t)
- 속도 : 18 노트 (33 km/h)
- 승무원 : 20명의 민간인 계약 선원

## 고속 선박

### HSV 2급
- 길이 : 331 피트 4 인치 (101.0 m)
- 빔 : 87 피트 5 인치 (26.6 m)
- 초안 : 11 피트 0 인치 (3.4 m)
- 배기량 : 1,463.6 쇼트톤 (1,328 t)
- 속도 : 35 노트 (65 km/h)
- 승무원 : 17명의 민간인 계약 선원
- 군대 : 상황에 따라 다름

## 대형, 중속 롤온 / 롤오프 선박

### Watson급
Watson 급은 샌디에고의 National Steel and Shipbuilding Company에서 제작한 LMSR 함이다.
- 길이 : 950 피트 (290 m)
- 빔 : 106 피트 (32 m)
- 초안 : 34 피트 (10 m)
- 배기량 : 62,644 롱톤 (63,649 t)
- 발전소 : 2 GE Marine LM 2500 가스 터빈 ; 64,000 마력 (47,725 kW) ; 샤프트 2 개, CP 소품
- 속도 : 24 노트 (44 km/h)
- 승무원 : 30명의 민간인 계약 선원
- 군대 : 5
- 동급 함들
  - USNS Watson (T-AKR-310)
  - USNS Sisler (T-AKR-311)
  - USNS 달 (T-AKR-312)
  - USNS 레드 클라우드 (T-AKR-313)
  - USNS 찰튼 (T-AKR-314)
  - USNS Watkins (T-AKR-315)
  - USNS 포메 로이 (T-AKR-316)
  - USNS Soderman (T-AKR-317)

## 유조선
- 길이 : 615 피트 (187 m)
- 빔 : 90 피트 (27 m)
- 초안 : 36 피트 (11 m)
- 배기량 : 39,624 롱톤 (40,260 t)
- 속도 : 16.0 노트 (30 km/h)
- 승무원 : 24명의 민간인 계약 선원

## 해양 석유 유통 시스템
- 길이 : 348.5 피트 (106.2 m)
- 빔 : 70 피트 (21.3 m)
- 초안 : 26.0 피트 (7.9 m)
- 배수량:
- 속도 : 15 노트 (28 km/h)
- 승무원 : 26명의 민간인 계약 선원

## 활성화 된 Ready Reserve Force 함선
다음은 예비역의 일부이지만 활성화되었으며 사전 배치되었다.

### 모듈 형화물 배송 시스템 선박
- 길이 : 565 피트 (172 m)
- 빔 : 76 피트 (23 m)
- 초안 : 31 피트 (9 m)
- 배기량 : 22,929 롱톤 (23,297 t)
- 속도 : 17.0 노트 (31 km/h)
- 승무원 : 38명의 민간인 계약 선원

### 라이트급
USMC 항공 물류 지원에 전념한다.
- 길이 : 602 피트 0 인치 (183 m)
- 빔 : 90 피트 2 인치 (27 m)
- 초안 : 32 피트 10 인치 (10 m)
- 배기량 : 23,800 롱톤 (24,182 t)
- 속도 : 19 노트 (35 km/h)
- 승무원 : 41명의 민간인 계약 선원

## 이전 선박

### 상병 Louis J. Hauge Jr.급
명예 훈장 수상자인 Louis J. Hauge Jr. USMC의 이름을 따서 명명 된 Louis J. Hauge Jr. 상병 급은 Military Sealift Command가 전세했던 MPS 군함의 일부였다. 개조를 통해, 해당 함정은 추가로 157 피트 (48 m) 미드 쉽과 헬리콥터 착륙장 등을 설피하였다. 이후 임대기간이 만료된 뒤 상업적 사용을 위해 Maersk로 반환되었으며 더 이상 MPS 프로그램에 소속되지 않는다.
- 건축업자 : Odense Staalskibsvaerft A / S, Lindo
- 발전소 : 1 개의 Sulzer 7RND76M 디젤; 16,800 마력 (12,528 kW) ; 1 개의 샤프트; 활 추진기
- 길이 : 755 피트 (230 m)
- 빔 : 90 피트 (27 m)
- 배기량 : 46,552 롱톤 (47,299 t) 완전 부하
- 속도 : 17.5 노트 (32 km/h)
- 동급 함들:
  - Cpl. Louis J. Hauge Jr. (T-AK 3000) (이전 MV Estelle Maersk )
  - MV PFC William B. Baugh (T-AK-3001) (이전 MV Eleo Maersk )
  - MV PFC 제임스 앤더슨 주니어 (T-AK 3002) (이전 MV Emma Maersk )
  - MV 1st Lt. Alex Bonnyman (T-AK 3003) (이전 MV Emilie Maersk )
  - MV Pvt. 프랭클린 J. 필립스 (T-AK 3004) (이전 Pvt. Harry Fisher, MV Evelyn Maersk )
- 승무원 : 32명의 민간인 계약 선원, 10명의 기술자

## 같이 보기
- 미국 해군
- 미국 인도-태평양 사령부

## 참고 문헌
- '해상 전치 세력과 미국 해병대', 아시아 태평양 방위 포럼, 1999년 봄
- Military Sealift Command. “Maritime Prepositioning Ship Squadron Two”. 2012년 2월 29일에 원본 문서에서 보존된 문서. 2010년 1월 17일에 확인함. MPS Squadron Two ships operate out of Diego Garcia, British Indian Ocean Territory.